# Zamach w Dantewadzie (2010)
Zamach w Dantewadzie – zasadzka naksalitów (maoistycznej partyzantki ludowej), która została zorganizowana 17 maja 2010 roku w dystrykcie Dantewada leżącym w stanie Chhattisgarh w środkowo-wschodnich Indiach. Autobus transportujący policjantów SPO wpadł na minę-pułapkę, w wyniku czego zginęło 44 funkcjonariuszy.

## Tło
Podczas 40-letniej rebelii naksalitów w Indiach zginęło ok. 6 tys. ludzi. Na początku XXI wieku liczba ataków rebeliantów została zintensyfikowana. W 2006 premier Indii Manmohan Singh nazwał rebelię naksalitów największym wyzwaniem dla bezpieczeństwa kraju w historii. Trzy lata później powiedział, że rząd przegrywa kampanię z bojownikami.
W związku z tym w listopadzie 2009 rząd zainicjował wojskową operację pod kryptonimem Zielone Łowy.
Podczas ataku maoistów w Slidzie w lutym 2010, zginęło 25 funkcjonariuszy EFR. 6 kwietnia 2010 rebelianci zabili w Talmetli koło Dantewady 76 funkcjonariuszy CRPF.

## Atak

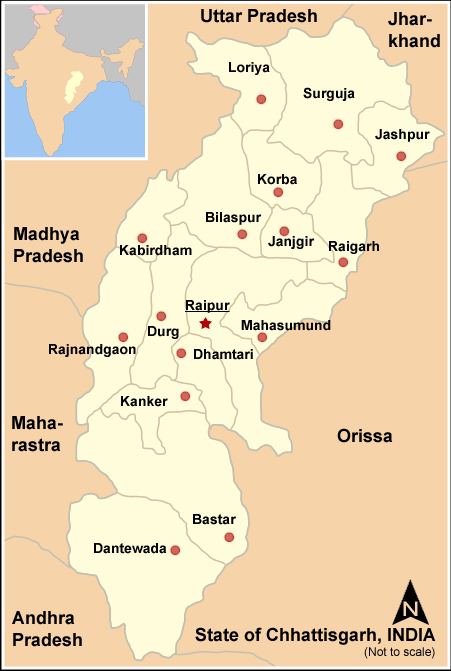
Mapa stanu Chhattisgarh

Autobus, którym poruszali się policjanci SPO, najechał na minę-pułapkę podłożoną i zdetonowaną przez naksalitów. Droga była wcześniej przeszukiwana pod kątem min, jednak wykrywacze metali i psy tropiące nie wykryły ładunków, gdyż były ukryte ponad dwa metry pod asfaltem.
Był to pierwszy tego typu atak na autobus. W wyniku eksplozji zginęło według różnych raportów 31 bądź 44 policjantów i cywili oraz dwóch bojowników, a ich dowódca Ganesh zbiegł z miejsca zdarzenia.

## Reakcje
Indyjska Partia Ludowa, główna siła polityczna w stanie Chhattisgarh potępiła atak i zadeklarowała, że rebelianci powinni być zdecydowanie zwalczani.